# Kovdorsky (huyện)
Huyện Kovdorsky (tiếng Nga: ? райо́н) là một huyện hành chính tự quản (raion), của Tỉnh Murmansk, Nga. Huyện có diện tích 3755 kilômét vuông, dân số thời điểm ngày 1 tháng 1 năm 2000 là 27400 người. Trung tâm của huyện đóng ở Kovdor.